# Cortes (agua)
El agua mineral natural Cortes es propiedad de Aguas Cortes, S.A.. Procede del manantial de Peñagolosa, en el macizo de Peñagolosa Cortes de Arenoso, Castellón, España donde también es envasada.
Está indicada para dietas pobres en sodio y para la preparación de biberones de leche de inicio y de continuación.

## Composición química
| Tipo         | Cantidad   |
| ------------ | ---------- |
| Residuo seco | 297 mg/l   |
| Bicarbonatos | 267,1 mg/l |
| Sulfatos     | 16 mg/l    |
| Clorulos     | 8,8 mg/l   |
| Calcio       | 86,8 mg/l  |
| Magnesio     | 7,8 mg/l   |
| Potasio      | 1 mg/l     |
| Sodio        | 7,7 mg/l   |
| Flúor        | < 1 mg/l   |